# 라이프 이즈 스트레인지
《라이프 이즈 스트레인지》(Life Is Strange, 약자 LIS)는 일련의 에피소드식 그래픽 어드벤처 게임이다. 스퀘어 에닉스의 유럽 지부 스퀘어 에닉스가 배급을 맡는다. 2015년, 돈노드 엔터테인먼트가 개발한 《라이프 이즈 스트레인지》가 5개의 에피소드로 출시되었다.

## 게임 목록
- 《라이프 이즈 스트레인지》 (2015)
- 《라이프 이즈 스트레인지: 비포 더 스톰》 (2017)
- 《디 어썸 어드벤처스 오브 캡틴 스피릿》 (2018)
- 《라이프 이즈 스트레인지 2》 (2018)
- 《라이프 이즈 스트레인지: 트루 컬러스》 (2021)